# Nicole Scherzinger

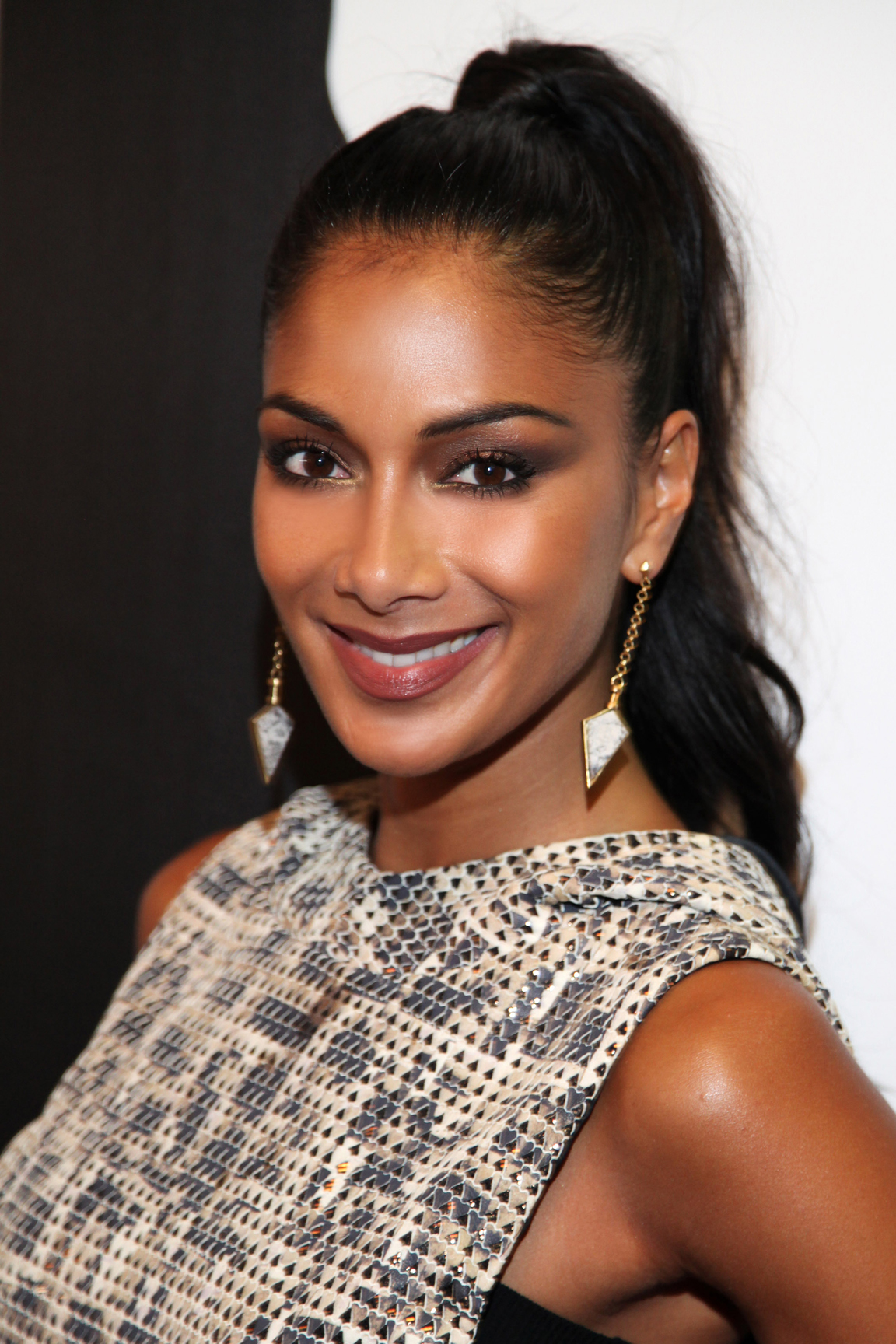
Nicole Scherzinger (2012)

Nicole Scherzinger (* 29. Juni 1978 als Nicole Prescovia Elikolani Valiente in Honolulu, Hawaii) ist eine US-amerikanische Sängerin und Tänzerin. Sie wurde als Frontfrau der Pussycat Dolls bekannt. Neben ihrer musikalischen Karriere ist sie auch als Schauspielerin tätig.

## Jugend
Nicole Scherzinger wurde 1978 in Honolulu auf Hawaii als Tochter des Filipinos Alfonso Valiente und dessen Frau Rosemary Elikolani geboren, die ukrainischer und hawaiischer Abstammung ist. Einige Jahre nach der Trennung des Paars zog Scherzingers Mutter mit Nicole und ihrer Schwester nach Louisville im Bundesstaat Kentucky, da ihr neuer Mann, der deutschamerikanische Soldat Gary Scherzinger, dorthin versetzt wurde. Nachdem er die Kinder adoptiert hatte, nahm Nicole den Familiennamen des Stiefvaters an.
Während der Schulzeit nahm Scherzinger Schauspielunterricht. Für ihr erstes Stück stand sie im Louisville Actors Theater auf der Bühne. Während der drei Jahre, in denen sie nach der Schule Schauspielerei und Tanz studierte, verdiente sie ihr Geld mit kleineren Jobs als Model. Als Travis Meeks von der Rockband Days of the New eine Sängerin suchte, nahm Scherzinger mit ihm eine Reihe von Demo-Tracks auf, setzte dann aber zunächst ihre Ausbildung fort. Schließlich hörte der Produzent Scott Litt ihre Demobänder und lud sie nach Los Angeles ein, um mit der Band deren zweites Album aufzunehmen. Nach der anschließenden Tour arbeitete Scherzinger an ihrer eigenen Musik.

## Karriere

### 2001–2002: Eden’s Crush

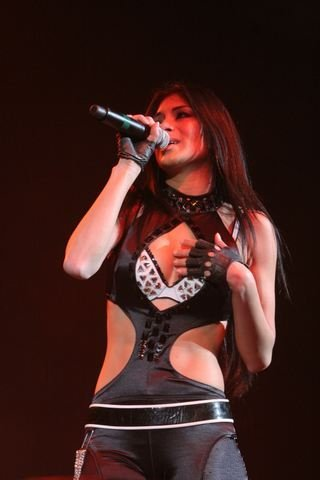
Nicole Scherzinger (2006)

2001 erhielt Scherzinger von will.i.am das Angebot, die Leadsängerin der Black Eyed Peas zu werden. Ihr damaliger Freund war dagegen, sodass die Position mit Fergie besetzt wurde. Im selben Jahr bewarb sich Scherzinger bei der amerikanischen Ausgabe von Popstars und wurde Mitglied der daraus hervorgegangenen Gruppe Eden’s Crush. Dem Debütalbum Popstars folgte eine Tour mit *NSYNC und Jessica Simpson. Die Gruppe löste sich 2002 auf.

### 2003–2010: Pussycat Dolls und eigene Projekte
2003 erfuhr Scherzinger durch eine ehemalige Kollegin bei Eden’s Crush, dass das seit 1995 bestehende Tanzensemble Pussycat Dolls nach einer Leadsängerin suchte. Scherzinger sang vor und wurde in die Gruppe aufgenommen. Im Sommer 2005 erschien das erfolgreiche erste Album PCD, aus dem fünf Singles in Großbritannien in die Top 10 kamen. Das Album wurde auch von einer Welttournee begleitet. Danach arbeitete die Gruppe lange Zeit an ihrem zweiten Album Doll Domination, das im Herbst 2008 veröffentlicht wurde. Scherzinger war das einzige Gruppenmitglied, das auch selbst an den Liedern mitschrieb.
2009 und 2010 war sie Jurorin in den ersten beiden Staffeln der US-amerikanischen A-cappella-Show The Sing-Off. Sie arbeitete auch während der Zeit bei den Pussycat Dolls immer wieder an eigenen Stücken, bei denen sie Produzenten wie Bryan Michael Cox, Scott Storch, Sean Garrett, Timbaland, Polow Da Don, Pharrell und Akon unterstützten. Am 2. November 2007 erschien die Single Baby Love in Deutschland.
Im Mai 2010 wurde sie Siegerin der 10. Staffel von Dancing with the Stars. Im August 2010 spielte Scherzinger mit Vanessa Hudgens im Musical Rent in der Inszenierung von Neil Patrick Harris. Für das im November 2010 erschienene Remake zum Videospiel GoldenEye 007 sang Scherzinger den Titelsong. Im Dezember 2010 verkündete Scherzinger ihren Ausstieg bei den Pussycat Dolls, nachdem die anderen Mitglieder die Gruppe bereits verlassen hatten.

### 2011–2013: Killer Love und The X-Factor
Anfang 2011 veröffentlichte Scherzinger die Single Poison, diese platzierte sich in vielen Ländern in den Charts. Als zweite Single veröffentlichte sie Dont Hold Your Breath, dieser ist bisher ihr erfolgreichster Solo-Hit. Weitere Songs aus dem Album Killer Love sind Right There mit 50 Cent, Wet und Try with Me. Das Album wurde im März 2011 in Großbritannien veröffentlicht, wo es Platz 8 der britischen Hitparade belegte. In Deutschland platzierte sich das Album auf Rang 85 und in der Schweiz auf Platz 55.
Im Herbst 2011 war Scherzinger in der ersten Staffel in der amerikanischen Version der Castingshow The X Factor neben Simon Cowell, Paula Abdul und L. A. Reid Jurymitglied. Ursprünglich sollte sie neben dem britischen Moderator Steve Jones durch das Programm führen, ersetzte dann aber das Ex-Jury-Mitglied Cheryl Cole. Im folgenden Jahr wechselte sie zur britischen Version von The X Factor und ersetzte dort Kelly Rowland in der Jury. Scherzinger wurde auch ein Jahr später für die 10. Staffel als Jurorin engagiert. Eine weitere Single mit dem Titel Boomerang wurde im März 2013 in Großbritannien veröffentlicht.

### 2014–2019: Big Fat Lie und Fernsehshows
Im Februar 2014 wurde bekanntgegeben, dass Scherzinger einen Vertrag über 4,5 Millionen US-Dollar für mehrere Alben bei Sony unterschrieben habe. Dies beendete ihren langjährigen Plattenvertrag mit Interscope. Ende Mai wurde Your Love als erste Singleauskopplung aus ihrem zweiten Studioalbum veröffentlicht; in Deutschland erschien der Song im Juli 2014. Das zweite Studioalbum trägt den Namen Big Fat Lie und wurde im Oktober 2014 in Deutschland, der Schweiz und in Österreich veröffentlicht. Weitere Singleveröffentlichungen sind Run und On the Rocks.
Von Mai bis Ende Juni 2015 war Scherzinger neben Ciara, Joe Jonas, Alan Ritchson und anderen in der NBC-Unterhaltungsshow I Can Do That! zu sehen, wo sie als Siegerin hervorging. 2015 wirkte sie neben Neil Patrick Harris an der NBC-Unterhaltungsshow Best Time Ever mit. Für die 13. Staffel der britischen Show The X Factor wurde Scherzinger erneut als Jurorin engagiert.
Im September 2016 war sie als Gastjurorin in einer All-Stars-Folge von RuPaul’s Drag Race zu sehen, und anlässlich des Todes von Prince trat sie im Oktober 2016 in Saint Paul im Xcel Energy Center bei einem Tribute-Abend zu Ehren des Musikers auf. 2017 war sie in der Neuverfilmung von Dirty Dancing zu sehen.
Seit Anfang 2019 ist Scherzinger als Jurorin in der US-Show The Masked Singer tätig. Die Serie erwies sich als kommerzieller Erfolg, das Finale der 1. Staffel sahen sich über 10 Millionen Zuschauer an. Im Sommer 2019 befand sich Scherzinger in der australischen Version der Talentshow Got Talent. Gleichzeitig fanden die Dreharbeiten zur britischen Ausgabe von The X Factor statt, in der sie erneut Jurorin war.

### 2019–2022: Geplante Pussycat-Dolls-Reunion
Zwischen Scherzinger und der Pussycat Dolls-Gründerin Robin Antin wurde im Februar 2019 vereinbart, die Pussycat Dolls durch ein Geschäftsprojekt namens PCD Worldwide und einer 45-tägigen Reunion-Tournee wiederaufleben zu lassen. Im November 2019 gaben Scherzinger und vier ihrer früheren Pussycat-Dolls-Kolleginnen bekannt, ein Comeback inklusive Großbritannien-Tour im Frühling 2020 und einen Auftritt im X-Factor-Finale zu starten. Im April 2020 war sie in einer Folge von Germany's Next Topmodel als Gastjurorin zu sehen.
Die Reunion-Tournee wurde aufgrund der COVID-19-Pandemie auf den Frühling 2021 und danach auf unbestimmte Zeit verschoben und schließlich im Januar 2022 von Scherzinger abgesagt. Scherzinger weigerte sich zu den im Februar 2019 vereinbarten Bedingungen an der verschobenen Reunion-Tournee teilzunehmen, wodurch Antin eine Klage gegen Scherzinger einreichte. Daraufhin hat Scherzinger eine Gegenklage eingereicht, weil Antin die zugesprochenen 600.000 US-Dollar von Live Nation nicht wie vorgesehen für die Reunion-Tournee investierte, sondern durch „Eigengeschäfte, Verschwendung und Betrug die Marke Pussycat Dolls schädigte“. Die Gerichtsverhandlungen sind noch nicht abgeschlossen und werden im Dezember 2024 weiter ausgetragen.

### Seit 2023: Sunset Boulevard und Broadway-Debüt
Anlässlich der Krönung von Charles III. sang Scherzinger Reflection aus Mulan, begleitet vom Pianisten Lang Lang. Für ein Revival von Sunset Boulevard spielte Scherzinger in London die Hauptrolle der Norma Desmond. Die Neuaufführung des Musicals erhielt sehr positive Bewertungen. Das Musical wird mit der Hauptbesetzung von September 2024 bis Juli 2025 am Broadway zu sehen sein. Bei den Laurence Olivier Awards 2024 erhielt die Wiederaufnahme von Andrew Lloyd Webber sieben Preise, darunter einen für Scherzinger. Scherzinger erhielt für ihre Rolle in Sunset Boulevard den Tony Award als beste Hauptdarstellerin in einem Musical. Sie hatte sich dabei in einem knappen Rennen gegen die sechsfache Tony-Preisträgerin Audra McDonald durchgesetzt.

## Persönliches
Zwischen 2008 und 2014 war sie zeitweise mit dem Formel-1-Weltmeister Lewis Hamilton liiert. Von Ende 2015 bis im Sommer 2019 war sie mit dem bulgarischen Tennisspieler Grigor Dimitrow in einer Beziehung. Seit Anfang 2020 ist sie mit dem ehemaligen schottischen Rugbyspieler Thom Evans in einer Beziehung, den sie bei den Dreharbeiten zu X Factor: Celebrity kennengelernt hatte. Im Juni 2023 gab das Paar seine Verlobung bekannt.
In einer im Herbst 2012 veröffentlichten Dokumentation enthüllte Scherzinger, dass sie an Bulimie litt. Im November 2013 wurde sie zur Botschafterin der Special Olympics ernannt. Sie hat eine Bindung zu Menschen mit Behinderungen, da ihre Tante mit dem Down-Syndrom geboren wurde, sowie beim Halbbruder von Lewis Hamilton Infantile Zerebralparese diagnostiziert wurde. Im Juni 2014 reiste sie mit UNICEF nach Guyana und engagierte sich dort für Kinder mit Behinderungen.

## Öffentliche Wahrnehmung
Scherzinger stand während ihrer Zeit bei den Pussycat Dolls immer wieder in der Kritik, die anderen Mitglieder aufgrund ihrer dominanten Präsenz bei den Liedern und Musikvideos in den Schatten stellen zu wollen. Auf die Frage, warum sie den Großteil der Stücke bei den Pussycat Dolls singe, erklärte sie, dass sie bewusst als Leadsängerin gecastet worden sei und dies von Anfang an von Robin Antin, der Gründerin der Pussycat Dolls, so gewollt gewesen sei. In einer 2012 veröffentlichten Dokumentation über die Pussycat Dolls gab Scherzinger an, sie habe 95 % des PCD-Albums alleine eingesungen und den anderen Mitgliedern erst danach die Songs des Albums erstmals vorgespielt.
In der Presse wurde Scherzinger durch die Auftritte der Pussycat Dolls und durch deren laszive Bühnenkostüme als Sexsymbol wahrgenommen. Sie wurde ab 2006 wiederkehrend von FHM zu einer der 100 Sexiest Women in the World gewählt und erreichte 2014 den 9. Platz. Nach dem Comeback-Auftritt mit den Pussycat Dolls im November 2019 bei X-Factor sollen beim britischen Sender ITV über 400 Beschwerden von Zuschauern eingegangen sein, die den Auftritt zu anstößig gefunden hätten.

## Diskografie

### Studioalben
| Jahr | Titel       | Höchstplatzierung, Gesamtwochen, AuszeichnungChartplatzierungen (Jahr, Titel, Platzierungen, Wochen, Auszeichnungen, Anmerkungen) | Höchstplatzierung, Gesamtwochen, AuszeichnungChartplatzierungen (Jahr, Titel, Platzierungen, Wochen, Auszeichnungen, Anmerkungen) | Höchstplatzierung, Gesamtwochen, AuszeichnungChartplatzierungen (Jahr, Titel, Platzierungen, Wochen, Auszeichnungen, Anmerkungen) | Anmerkungen                            |
| Jahr | Titel       | DE | CH | UK | Anmerkungen                            |
| ---- | ----------- | --- | --- | --- | -------------------------------------- |
| 2011 | Killer Love | DE85 (1 Wo.)DE | CH55 (2 Wo.)CH | UK8 Gold · (29 Wo.)UK | Erstveröffentlichung: 18. März 2011    |
| 2014 | Big Fat Lie | — | CH95 (1 Wo.)CH | UK17 (3 Wo.)UK | Erstveröffentlichung: 17. Oktober 2014 |

### Singles als Leadmusikerin
| Jahr | Titel Album                        | Höchstplatzierung, Gesamtwochen, AuszeichnungChartplatzierungen (Jahr, Titel, Album, Platzierungen, Wochen, Auszeichnungen, Anmerkungen) | Höchstplatzierung, Gesamtwochen, AuszeichnungChartplatzierungen (Jahr, Titel, Album, Platzierungen, Wochen, Auszeichnungen, Anmerkungen) | Höchstplatzierung, Gesamtwochen, AuszeichnungChartplatzierungen (Jahr, Titel, Album, Platzierungen, Wochen, Auszeichnungen, Anmerkungen) | Höchstplatzierung, Gesamtwochen, AuszeichnungChartplatzierungen (Jahr, Titel, Album, Platzierungen, Wochen, Auszeichnungen, Anmerkungen) | Höchstplatzierung, Gesamtwochen, AuszeichnungChartplatzierungen (Jahr, Titel, Album, Platzierungen, Wochen, Auszeichnungen, Anmerkungen) | Anmerkungen                                              |
| Jahr | Titel Album                        | DE | AT | CH | UK | US | Anmerkungen                                              |
| ---- | ---------------------------------- | --- | --- | --- | --- | --- | -------------------------------------------------------- |
| 2007 | Baby Love –                        | DE5 (12 Wo.)DE | AT21 (12 Wo.)AT | CH14 (17 Wo.)CH | UK14 (9 Wo.)UK | — | Erstveröffentlichung: 18. September 2007 feat. will.i.am |
| 2010 | Poison Killer Love                 | — | — | — | UK3 Silber · (14 Wo.)UK | — | Erstveröffentlichung: 6. Dezember 2010                   |
| 2011 | Don’t Hold Your Breath Killer Love | — | AT65 (1 Wo.)AT | CH62 (3 Wo.)CH | UK1 Platin · (23 Wo.)UK | US86 (1 Wo.)US | Erstveröffentlichung: 10. März 2011                      |
| 2011 | Right There Killer Love            | DE61 (3 Wo.)DE | — | — | UK3 Gold · (18 Wo.)UK | US39 Gold · (12 Wo.)US | Erstveröffentlichung: 4. Juli 2011 feat. 50 Cent         |
| 2011 | Wet Killer Love                    | — | — | — | UK21 Silber · (13 Wo.)UK | — | Erstveröffentlichung: 3. Oktober 2011                    |
| 2011 | Try with Me Killer Love            | — | — | — | UK18 (3 Wo.)UK | — | Erstveröffentlichung: 23. Dezember 2011                  |
| 2013 | Boomerang –                        | — | — | — | UK6 (5 Wo.)UK | — | Erstveröffentlichung: 10. März 2013                      |
| 2014 | Your Love Big Fat Lie              | DE99 (1 Wo.)DE | — | CH67 (1 Wo.)CH | UK6 Silber · (6 Wo.)UK | — | Erstveröffentlichung: 30. Mai 2014                       |
| 2014 | Run Big Fat Lie                    | — | — | — | UK46 (1 Wo.)UK | — | Erstveröffentlichung: 30. September 2014                 |
| 2014 | On the Rocks Big Fat Lie           | — | — | — | UK90 (1 Wo.)UK | — | Erstveröffentlichung: 10. Oktober 2014                   |

Weitere Singles
- 2007: Whatever U Like (feat. T.I.)
- 2007: Supervillain
- 2007: Puakenikeni
- 2011: Killer Love
- 2014: Bang
- 2022: The Drop (mit David Guetta & Dimitri Vegas feat. Azteck)

### Singles als Gastmusikerin
| Jahr | Titel                             | Höchstplatzierung, Gesamtwochen, AuszeichnungChartplatzierungen (Jahr, Titel, Platzierungen, Wochen, Auszeichnungen, Anmerkungen) | Höchstplatzierung, Gesamtwochen, AuszeichnungChartplatzierungen (Jahr, Titel, Platzierungen, Wochen, Auszeichnungen, Anmerkungen) | Höchstplatzierung, Gesamtwochen, AuszeichnungChartplatzierungen (Jahr, Titel, Platzierungen, Wochen, Auszeichnungen, Anmerkungen) | Höchstplatzierung, Gesamtwochen, AuszeichnungChartplatzierungen (Jahr, Titel, Platzierungen, Wochen, Auszeichnungen, Anmerkungen) | Höchstplatzierung, Gesamtwochen, AuszeichnungChartplatzierungen (Jahr, Titel, Platzierungen, Wochen, Auszeichnungen, Anmerkungen) | Anmerkungen                                                                         |
| Jahr | Titel                             | DE | AT | CH | UK | US | Anmerkungen                                                                         |
| ---- | --------------------------------- | --- | --- | --- | --- | --- | ----------------------------------------------------------------------------------- |
| 2006 | Come to Me Press Play             | DE6 Gold · (18 Wo.)DE | AT8 (16 Wo.)AT | CH3 (23 Wo.)CH | UK4 Silber · (12 Wo.)UK | US9 (20 Wo.)US | Erstveröffentlichung: 29. September 2006 P. Diddy feat. Nicole Scherzinger          |
| 2008 | Scream Shock Value                | DE9 (12 Wo.)DE | AT18 (16 Wo.)AT | CH45 (12 Wo.)CH | UK12 Silber · (14 Wo.)UK | — | Erstveröffentlichung: 7. März 2008 Timbaland feat. Keri Hilson & Nicole Scherzinger |
| 2010 | We Are the World (25 for Haiti) – | — | — | — | UK50 (1 Wo.)UK | US2 (5 Wo.)US | Erstveröffentlichung: 22. Februar 2010 als Artists for Haiti                        |
| 2010 | Heartbeat Euphoria                | — | — | — | UK8 Silber · (9 Wo.)UK | — | Erstveröffentlichung: 5. Juli 2010 Enrique Iglesias feat. Nicole Scherzinger        |
| 2016 | #WHEREISTHELOVE –                 | — | — | CH41 (4 Wo.)CH | UK47 (6 Wo.)UK | — | Erstveröffentlichung: 31. August 2016 mit Black Eyed Peas & Various Artists         |

Weitere Gastbeiträge
- 2006: Lie About Us (Avant feat. Nicole Scherzinger)
- 2006: You Are My Miracle (Vittorio Grigolo feat. Nicole Scherzinger)
- 2011: Coconut Tree (Mohombi feat. Nicole Scherzinger)
- 2013: Fino All’Estasi (Eros Ramazzotti feat. Nicole Scherzinger)
- 2013: Missing You (Alex Gaudino feat. Nicole Scherzinger)
- 2015: Love Song to the Earth (Verkäufe: + 11.000;[39] als Teil von Friends of the Earth)
- 2021: She’s Bingo (Luis Fonsi feat. Nicole Scherzinger)

### Weitere Veröffentlichungen
| Sammlung von weiteren musikalischen Werken | Sammlung von weiteren musikalischen Werken | Sammlung von weiteren musikalischen Werken | Sammlung von weiteren musikalischen Werken | Sammlung von weiteren musikalischen Werken   |
| Jahr                                       | Interpret                                  | Album                                      | Song                                       | Mitwirkung                                   |
| ------------------------------------------ | ------------------------------------------ | ------------------------------------------ | ------------------------------------------ | -------------------------------------------- |
| 2001                                       | FOB                                        | Love’s a Woman’s Game                      | I Saw You                                  | Sängerin                                     |
| 2003                                       | Various Artists                            | 50 erste Dates – Soundtrack                | Breakfast in Bed                           | Sängerin                                     |
| 2005                                       | Will Smith                                 | Lost & Found                               | If U Can’t Dance                           | Gastsängerin                                 |
| 2005                                       | Shaggy                                     | Clothes Drop                               | Supa Hypnotic                              | Gastsängerin                                 |
| 2005                                       | Shaggy                                     | Clothes Drop                               | Don’t Ask Her That                         | Gastsängerin                                 |
| 2006                                       | Vittorio Grigolo                           | Vittorio                                   | Il Mio Miracolo                            | Gastsängerin                                 |
| 2007                                       | Rihanna                                    | –                                          | Winning Women                              | Gastsängerin                                 |
| 2007                                       | Daddy Yankee                               | –                                          | Papi Lover                                 | Gastsängerin                                 |
| 2007                                       | 50 Cent                                    | Curtis                                     | Fire                                       | Gastsängerin                                 |
| 2008                                       | Madonna                                    | Hard Candy                                 | Heartbeat                                  | Demoaufnahme mit Pharrell Williams           |
| 2010                                       | Slash                                      | Slash                                      | Baby Can’t Drive                           | Sängerin                                     |
| 2010                                       | Flo Rida feat. David Guetta                | Only One Flo (Part 1)                      | Club Can’t Handle Me                       | Gastsängerin (namentlich nicht erwähnt)      |
| 2010                                       | Nicole Scherzinger                         | –                                          | Cold                                       | Sängerin                                     |
| 2010                                       | Nicole Scherzinger                         | –                                          | Nobody Can Change Me                       | Sängerin                                     |
| 2011                                       | Nicole Scherzinger                         | –                                          | Guns & Roses                               | Sängerin                                     |
| 2012                                       | Flo Rida                                   | –                                          | Hollywood                                  | Gastsängerin                                 |
| 2013                                       | Will.i.am                                  | #willpower                                 | Far Away from Home                         | Gastsängerin                                 |
| 2013                                       | Will.i.am                                  | #willpower                                 | Smile Mona Lisa                            | Hintergrundgesang (namentlich nicht erwähnt) |
| 2013                                       | David Garrett                              | Garrett vs. Paganini                       | Io ti penso amore                          | Sängerin                                     |
| 2013                                       | Jahméne Douglas                            | Love Never Fails                           | The Greatest Love of All                   | Gastsängerin                                 |
| 2013                                       | Il Divo                                    | A Musical Affair                           | Memory                                     | Gastsängerin                                 |
| 2013                                       | Various Artists                            | A Very Special Christmas – Essential       | O Holy Night                               | Sängerin                                     |
| 2014                                       | Sam Bailey                                 | The Power of Love                          | And I Am Telling You                       | Gastsängerin                                 |

## Auszeichnungen
- 2025: Tony Award/Beste Hauptdarstellerin in einem Musical[22]

## Auszeichnungen für Musikverkäufe
| Goldene Schallplatte - Brasilien - 2024: für die Single Right There - Dänemark - 2011: für die Single Heartbeat - Italien - 2010: für die Single Heartbeat - Neuseeland - 2023: für das Album Killer Love | Platin-Schallplatte - Neuseeland - 2016: für die Single Heartbeat - Schweden - 2011: für die Single Coconut Tree - Vereinigtes Königreich - 2023: für das Lied Where You Are 2× Platin-Schallplatte - Australien - 2011: für die Single Heartbeat - 2015: für die Single Don’t Hold Your Breath - 2015: für die Single Right There 4× Platin-Schallplatte - Vereinigte Staaten - 2025: für das Lied Where You Are |

Anmerkung: Auszeichnungen in Ländern aus den Charttabellen bzw. Chartboxen sind in ebendiesen zu finden.
| Land/RegionAuszeichnungen für Musikverkäufe (Land/Region, Auszeichnungen, Verkäufe, Quellen) | Silber     | Gold     | Platin       | Verkäufe  | Quellen                           |
| -------------------------------------------------------------------------------------------- | ---------- | -------- | ------------ | --------- | --------------------------------- |
| Australien (ARIA)                                                                            | —          | —        | 6× Platin6   | 420.000   | aria.com.au                       |
| Brasilien (PMB)                                                                              | —          | Gold1    | —            | 30.000    | pro-musicabr.org.br               |
| Dänemark (IFPI)                                                                              | —          | Gold1    | —            | 15.000    | ifpi.dk                           |
| Deutschland (BVMI)                                                                           | —          | Gold1    | —            | 150.000   | musikindustrie.de                 |
| Italien (FIMI)                                                                               | —          | Gold1    | —            | 15.000    | fimi.it                           |
| Neuseeland (RMNZ)                                                                            | —          | Gold1    | Platin1      | 22.500    | aotearoamusiccharts.co.nz NZ2 NZ3 |
| Schweden (IFPI)                                                                              | —          | —        | Platin1      | 40.000    | sverigetopplistan.se              |
| Vereinigte Staaten (RIAA)                                                                    | —          | Gold1    | 4× Platin4   | 4.500.000 | riaa.com                          |
| Vereinigtes Königreich (BPI)                                                                 | 6× Silber6 | 2× Gold2 | 2× Platin2   | 2.900.000 | bpi.co.uk                         |
| Insgesamt                                                                                    | 6× Silber6 | 8× Gold8 | 14× Platin14 |           |                                   |

## Filmografie (Auswahl)

### Fernsehen
- 2001: Sabrina – Total Verhext! (Sabrina, the Teenage Witch, Fernsehserie, eine Folge)
- 2002: What’s Up, Dad? (Fernsehserie, zwei Folgen)
- 2009: Big Time Rush (Fernsehserie, eine Folge)
- 2010: How I Met Your Mother (Fernsehserie, eine Folge)
- 2021: Trese: Hüterin der Stadt (Stimme von Miranda Trese)

### Film
- 2003: Love Don’t Cost a Thing
- 2003: Eine Affäre zu viert
- 2005: Be Cool – Jeder ist auf der Suche nach dem nächsten großen Hit (Be Cool)
- 2012: Men in Black 3
- 2016: Vaiana (Moana, Stimme von Sina)
- 2017: Dirty Dancing (Fernsehfilm)
- 2018: Chaos im Netz (Stimme von Mo's Mutter)
- 2024: Vaiana 2 (Moana 2, Stimme von Sina)

## Weitere Geschäftsaktivitäten

### Produktvermarktung
Im September 2017 kam Scherzingers eigenes Parfüm mit dem Namen CHOSEN by Nicole auf den Markt. Im August 2018 wurde das Sortiment durch Bodysprays erweitert. Im Mai 2022 wurde unter dem Namen nalu eine von ihr entworfene Bettwäschekollektion auf den Markt gebracht.

### Werbeverträge
In Zusammenarbeit mit der Marke Caress von Unilever coverte Scherzinger den Song Rio von der britischen Band Duran Duran und warb für ein Duschgel. Für die Marke Herbal Essence war sie im Frühjahr 2013 in einem Werbespot zu sehen. Von 2013 bis 2018 filmte sie diverse Werbespots für die britische Niederlassung der Unternehmensgruppe müller und bewarb Joghurt. 2014 entwarf sie zwei Modekollektionen für die britische Handelskette Missguided. Sie ging 2018 mit Qatar Airways eine Partnerschaft ein und war Teil der WM-Kampagne für die Fußball-Weltmeisterschaft und sang den Song Dancing in the Streets. Im Herbst 2019 war sie in einem Werbespot für den US-amerikanischen Streaming-Dienst Tubi zu sehen. Sie warb für ein  App-Spiel und veröffentlichte mit Luis Fonsi den Song She's Bingo.